# Cusseta (Georgia)
Cusseta è una città degli Stati Uniti d'America, situata in Georgia, nella Contea di Chattahoochee, della quale è il capoluogo.